# Östra Skidvägstjärnen
Östra Skidvägstjärnen är en sjö i Malung-Sälens kommun i Dalarna och ingår i Göta älvs huvudavrinningsområde. Sjön har en area på 0,0439 kvadratkilometer och ligger 432,7 meter över havet.

## Delavrinningsområde
Östra Skidvägstjärnen ingår i det delavrinningsområde (678545-133491) som SMHI kallar för Gräns mot Norge. Medelhöjden är 421 meter över havet och ytan är 15,46 kvadratkilometer. Det finns ett avrinningsområde uppströms, och räknas det in blir den ackumulerade arean 35,27 kvadratkilometer. Vattendraget som avvattnar avrinningsområdet har biflödesordning 3, vilket innebär att vattnet flödar genom totalt 3 vattendrag innan det når havet efter 521 kilometer. Avrinningsområdet består mestadels av skog (67 procent) och sankmarker (29 procent). Avrinningsområdet har 0,17 kvadratkilometer vattenytor vilket ger det en sjöprocent på 1,1 procent.